# مصر (خور و بیابانک)

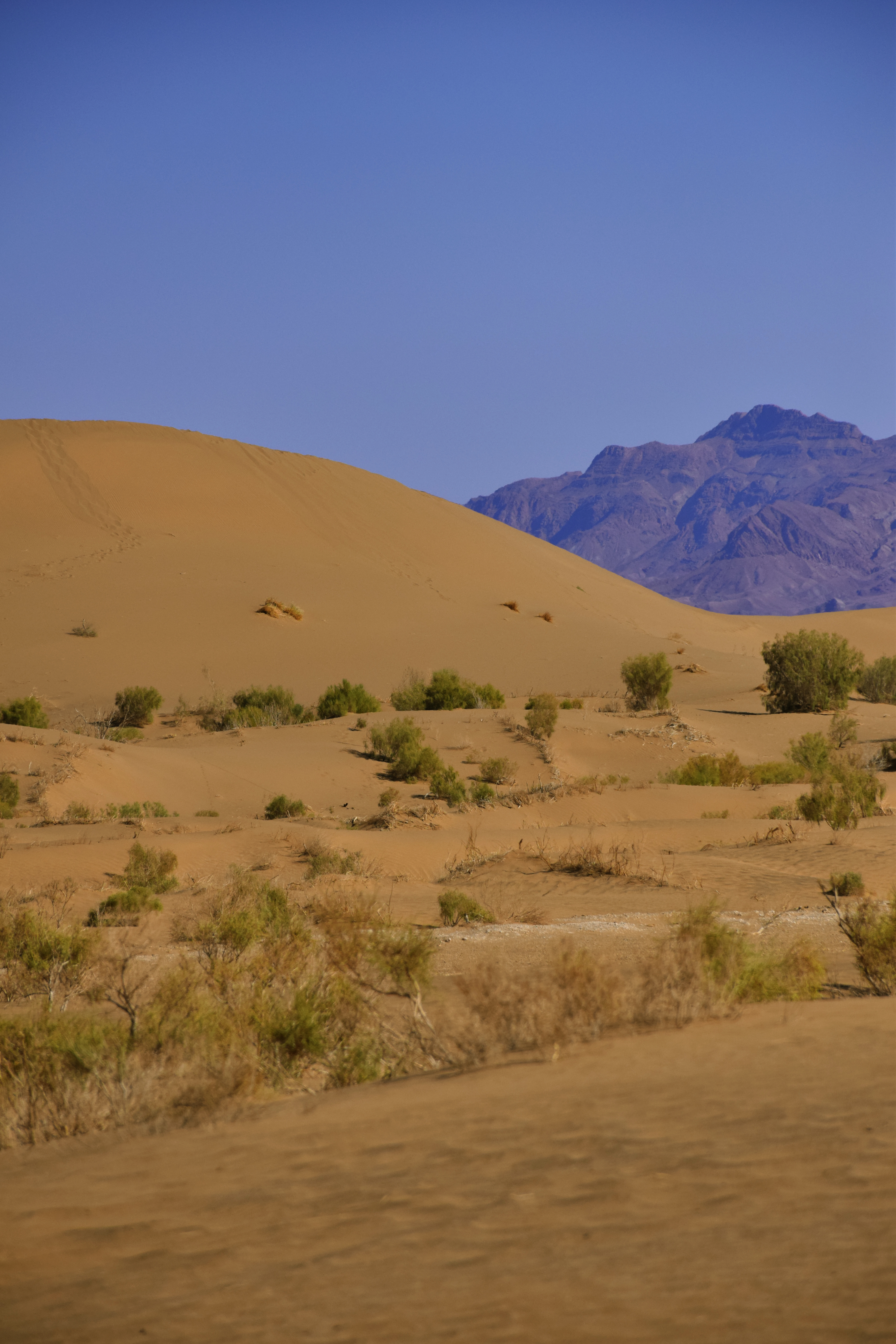
کویر مصر عکس از علی سجادی

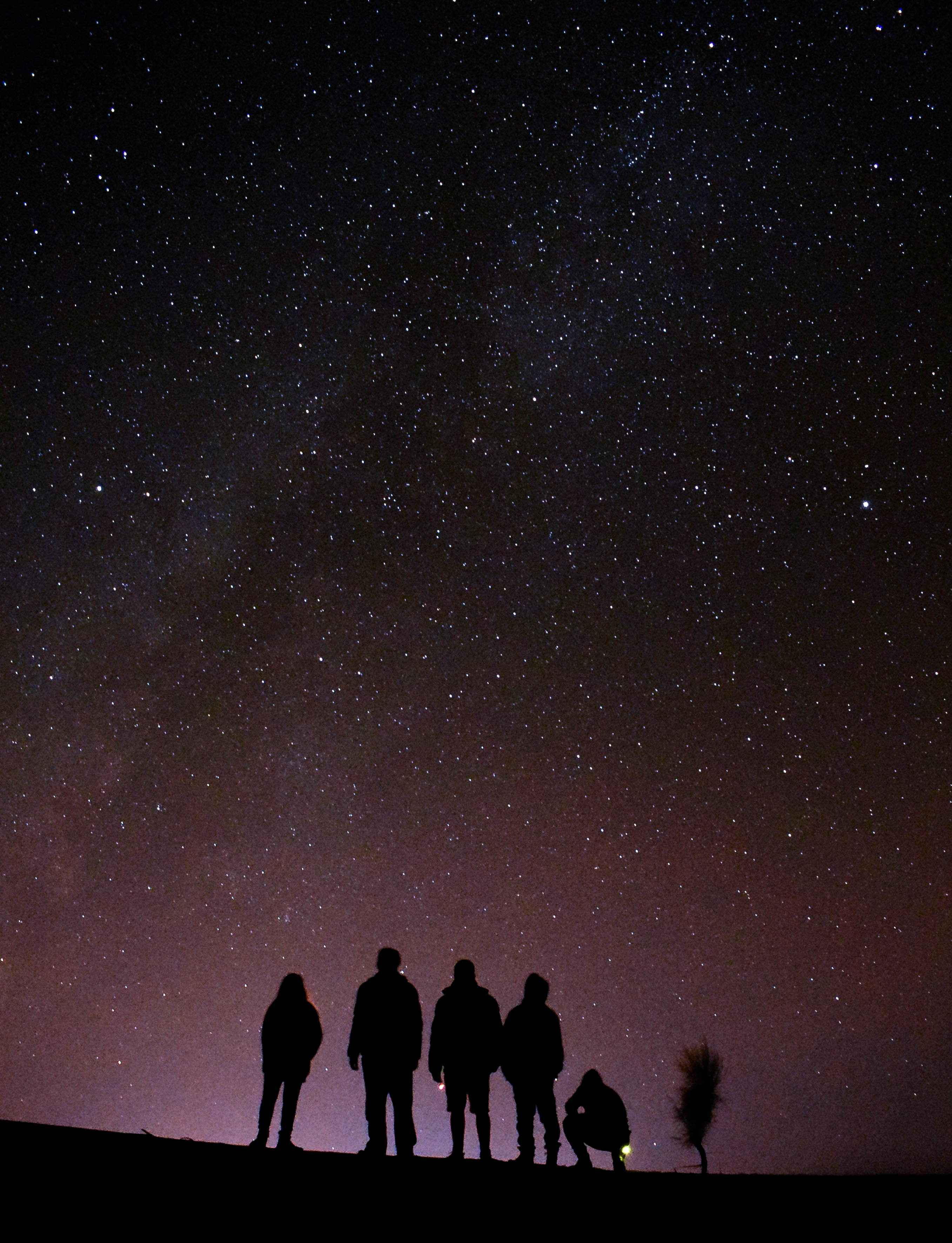

مصر (نام‌های پیشین: چاه دراز، کلاته یوسف، مزرعه یوسف)، روستایی از توابع شهرستان خور و بیابانک در استان اصفهان است. این روستا در دشت کویر ایران و در ۴۵ کیلومتری شرق فرخی و در ۶۰ کیلومتری شمال خور واقع شده‌است. روستای مصر یا کویر مصر درست در میانه راه دامغان به نائین و اصفهان قرار دارد. مصر به همراه دو روستای بسیار کوچک دیگر به نامهای امیرآباد و فرحزاد دریک خط شمالی– جنوبی به طول حدود ۶ کیلومتر واقع شده‌اند. بخشی از فیلم خیلی دور، خیلی نزدیک در این روستا فیلم‌برداری شده‌است. این کویر که یکی از جذاب‌ترین و باشکوه‌ترین نقاط توریستی و طبیعی ایران به‌شمار می‌رود سالانه میزبان تعداد زیادی از گردشگران و کویرنوردان داخلی و خارجی است.

## ریشه نام روستا
چندین سال پیش بنیان‌گذار این روستا فرد سرمایه‌داری به نام یوسف بود که به شبانی و چراندن گوسفندان می‌پرداخت. عمر این روستا شاید بیشتر از ۱۰۰ سال نباشد، اما همه آن را به نام مزرعه یوسف می‌شناختند تا آنکه قنات‌های روستا خشک و کم‌آب شد و یوسف را مجبور به حفر چاه با موتورهای دیزلی انگلیسی کرد. چند سال بعد از بهره‌برداری از این چاه، دوباره سفره‌های زیرزمینی آب پائین‌تر رفت تا اینکه یوسف چاه عمیق‌تری را حفر کرد؛ به همین دلیل اهالی روستاهای همجوار، این روستا را «چاه دراز» نامیدند.
اما از آنجا که یوسف این نام را دوست نداشت، از اهالی روستا درخواست کرد که چون نام وی یوسف است و داستان یوسف پیامبر نیز در سرزمین مصر اتفاق افتاد بود، از آن به بعد نام این روستا را مصر بنامند. اهالی روستا نیز به‌دلیل احترام زیادی که برای یوسف قائل بودند، این روستا را «مصر» نامیدند. یوسف دستور داد تا در وسط روستا نیز خیابان عریضی به طول حداقل ۵۰۰ متر احداث شود. او در پاسخ به ابهامات اهالی که می‌گفتند روستای ما کوچک است و نیازی به احداث این خیابان عریض و طویل نیست، می‌گفت که در آینده‌ای نزدیک اینجا معروف و پرتردد می‌شود. جالب اینکه این پیش‌بینی یوسف درست از آب درآمد و اکنون گردشگران زیادی از این روستا بازدید می‌کنند؛ به نحوی که اکنون این روستا یکی از مقاصد مهم طبیعت گردی در ایران به‌شمار می‌آید.

## شرح روستا
در ورودی روستا دو طاق کوچک مقابل هم قرار دارد که داخل یکی ژنراتور بزرگی وجود دارد که برق مصر و روستای هم‌جوار آن را (فرحزاد) از این طریق تأمین می‌گردد و دیگری تنها مغازهٔ روستا می‌باشد که مجهز به خط تلفن ثابتی است که ارتباطات مخابراتی ساکنان یا احیاناً مسافران را برقرار می‌کند. هم‌اکنون استفاده از تلفن همراه میسر می‌باشد

## جاذبه‌های گردشگری روستای مصر
وجود چاه آب عمیق، سرسبزی منطقه بیابانی و کشت درخت گز جهت جلوگیری از جابجایی شن‌های روان، بلوار به عرض حدود ۵۰ متر داخل روستا، وجود خانه‌های قدیمی و بازسازی آنها جهت اسکان توریست، موتور سواری، شترسواری در کویر و از همه مهم‌تر وجود نیزارهایی وسیع و سرسبز در فاصله ۵ کیلومتری روستا و وجود تپه‌های شنی در اطراف آن از جمله عواملی هستند که باعث جذب توریست در دل کویر گشته‌است و حضور توریست‌های خارجی برای دیدن عجایب کویر مرکزی ایران در آن فراوان است. بسیاری از منجمان ایرانی و خارجی آسمان صاف و تاریک این مکان را برای برپایی کارگاه‌های رصدی خود انتخاب می‌کنند و همچنین بسیاری از عکاسان از طبیعت کویری آنجا برای عکاسی استفاده می‌نمایند.

## جمعیت
این روستا در دهستان جندق قرار دارد و براساس سرشماری مرکز آمار ایران در سال ۱۳۸۵، جمعیت آن ۱۸۳ نفر (۴۱خانوار) بوده‌است.